# Ríogordo
Ríogordo är en ort i Spanien.   Den ligger i provinsen Provincia de Málaga och regionen Andalusien, i den södra delen av landet, 400 km söder om huvudstaden Madrid. Ríogordo ligger 414 meter över havet och antalet invånare är 2 954.
Terrängen runt Ríogordo är lite bergig.Runt Ríogordo är det ganska glesbefolkat, med 43 invånare per kvadratkilometer. Närmaste större samhälle är Valdés, 18,2 km söder om Ríogordo. 